# フローレンス・フォスター・ジェンキンス
フローレンス・フォスター・ジェンキンス（Florence Foster Jenkins, 1868年7月19日 - 1944年11月26日）は、米国のソプラノ歌手。

## 生涯
ペンシルベニア州で生まれたフローレンス・フォスターは、幼い頃から音楽教育を受け、音楽留学を希望していた。しかし父親が費用の支出を拒んだので、彼女は医師で後に夫となったフランク・ソーントン・ジェンキンスとフィラデルフィアに駆け落ちした（のち1902年に離婚した）。そこでピアノ教師をして生活していたが、1909年に父親が亡くなると、両親と前夫から反対されていた歌手の道へ歩むのに十分な遺産を相続し、フィラデルフィアで音楽生活を始めた。自らヴェルディ・クラブを創立して基金を積み立て、歌唱のレッスンを受け、初めてのリサイタルを1912年に開いた。
彼女の演奏したレコードを聴くと、ジェンキンスは音程とリズムに関する感性がほとんどなく、極めて限られた声域しか持たず、一音たりとも持続的に発声できないこと、伴奏者が彼女の歌うテンポの変化と拍節の間違いを補って追随しているのがわかる。にもかかわらず、彼女はその型破りな歌いぶりで大変な人気を博した。聴衆が愛したのは音楽的能力ではなく、彼女の提供した楽しみであった。音楽批評家たちは、しばしば彼女の歌唱を皮肉まじりに説明し、それがかえって大衆の好奇心を煽る結果となった。
彼女は自分を名高いソプラノ歌手フリーダ・ヘンペルやルイーザ・テトラツィーニに比肩しうると考え、自分の演奏中にしばしば聴衆が笑い出すのを、ライバルが職業的な競争心からやらせているのだと思い込んだ。しかし、彼女は批判に気付いており、「皆さん私が歌えないとおっしゃいますが、私が歌わなかったといった人はいませんわ」などと述べた。彼女の歌唱能力は、梅毒罹患時による後遺症が原因ではないかといわれている。
フローレンスがリサイタルで立ち向かった音楽はモーツァルトやヴェルディ、R.シュトラウスなどの一般的なオペラのレパートリー（そのどれもが彼女の歌唱技術を大きく上回る）、ブラームスの作品やホアキン・バルベルデの『カーネーション』（お気に入りのアンコール曲）などの歌曲に加え、彼女と伴奏者（コズメ・マクムーン）が自ら作詞作曲した歌曲などを交えたものであった。彼女はしばしば衣装にも凝り、時には翼のついた金ぴか衣装をまとって現れた。そして『カーネーション』を歌うときには扇をはためかせ、髪に挿した大量の花を見せびらかしながら聴衆に花を投げたものである。
聴衆はもっと多く出演を望んだが、フローレンスは少数の気に入った会場でたまにしか出演しないようにしていた。そして、ニューヨークのリッツ・カールトンホテルの舞踏会場で年ごとのリサイタルを開いた。彼女のリサイタルに出席できたのは、彼女の忠実なファンクラブの婦人とその他特に選ばれた人々だけであった。彼女は羨望の種であった切符を自ら配布していたのである。1944年10月25日、76歳の彼女はついに公衆の希望に応じてカーネギー・ホールの舞台に立った。期待が高かったため、切符は公演の何週間も前に売り切れた。フローレンスはその1ヵ月後、マンハッタンのセイモアホテルで亡くなった。

## ディスコグラフィー
フローレンスのレコードは2種類のCDで発売されている。『人間の声の栄光（????）』（RCAビクター）と『ハイ-Cの殺人者』（ナクソス、「キング・オブ・ハイ-C」の捩り）である。2001年、クリス・バランスによるフローレンスを扱った演劇がエディンバラ・フェスティバル・フリンジで上演された。

## 関連作品
- 偉大なるマルグリット（英語版） - 2015年のフランスの映画。
- マダム・フローレンス! 夢見るふたり - 2016年のイギリスの映画[3]。